# SISTer
SISTer (Sistema InterScambio Territorio) è il portale web italiano con il quale l'Agenzia delle entrate (ex Agenzia del territorio) eroga servizi telematici a cittadini, professionisti, aziende ed enti.

## Storia
Prima della loro introduzione era possibile collegarsi direttamente mediante specifiche linee di comunicazione diretta che partivano proprio dal CED dell'ufficio. Questo tipo di collegamento era abbastanza oneroso in quanto per i privati era previsto un costo fisso annuo di 4.000.000 di lire (dimezzato per gli enti) e il versamento di un canone annuo anticipato come deposito cauzionale a garanzia del pagamento delle future note di addebito (che all'epoca comprendevano anche il costo delle consultazioni). L'adesione avveniva mediante la sottoscrizione cartacea di un apposito modello di convenzione.
I servizi SISTER sono stati attivati alla fine degli anni '90 e all'inizio riguardavano solo la consultazione delle banche dati. Nel 2001 è stato attivata la procedure di invio telematico del MODELLO UNICO e nel 2005 quelle di trasmissione DOCFA e PREGEO, e nel 2010 l'ambiente SISTER è stata interessato da un importante migrazione ad una nuova piattaforma denominata SISTER2.

## Tipologia del convenzionamento
Esistono diversi profili di accesso e convenzioni, con servizi diversi e con costi e tributi diversi: 
- Convenzione ordinaria - Profilo A. Tipo di utenza: Amministrazioni pubbliche
- Convenzione ordinaria - Profilo B. Tipo di utenza: qualsiasi soggetto pubblico o privato.
- Convenzione gratuita e in esenzione - Profilo D. Tipo di utenza: Comuni, Comunità montane, Unioni di comuni e altre forme associative fra Comuni
- Presentazione telematica documenti - abilitazione notai e tecnici. Tipo di utenza: professionisti iscritti all'albo

## Articolazione
Il portale SISTER si articola in diverse sezioni:
- consultazione delle banche dati catastale e ipotecaria;
- presentazione dei documenti;
- MODELLO UNICO;
- PREGEO;
- DOCFA;
- Richieste di estratto di mappa catastale per tipo di aggiornamento
- Consultazione della planimetria di fabbricati;
- "Portale per i comuni, che consente agli enti sia di prelevare dei dati che di trasmettere informazioni all'Agenzia delle entrate.